# 朝鮮刺繡中心

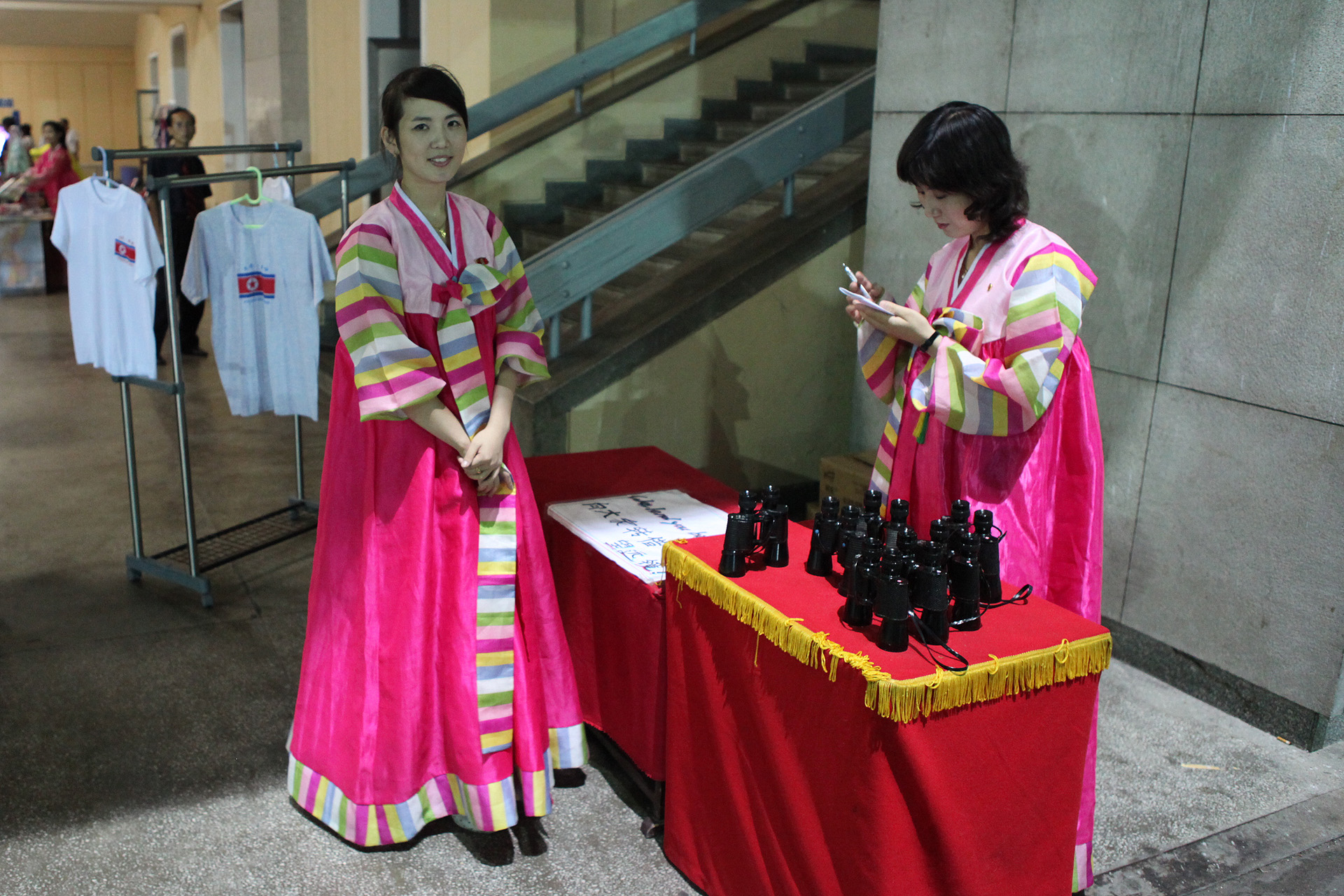
中心大廳

朝鮮刺繡中心（朝鲜语：／）前身為刺繡製造所，成立於1947年5月，位於平壤直轄市普通江畔。擁有刺繡科學基地、民族刺繡技術普及基地，進行刺繡技術研究的同時生產刺繡作品，代表作有兩面繡《白頭山密營的春天》等。該中心與幾內亞、剛果、馬來西亞、巴西和墨西哥等國展開交流。

## 外部連結
- 朝鲜刺绣中心 （页面存档备份，存于）
- 相關新聞 （页面存档备份，存于）